# Liste der Monuments historiques in Morvilliers (Aube)
Die Liste der Monuments historiques in Morvilliers führt die Monuments historiques in der französischen Gemeinde Morvilliers auf.

## Liste der Objekte
| Bezeichnung      | Beschreibung                          | Standort                        | Kennzeichnung | Schutzstatus | Datum | Bild |
| ---------------- | ------------------------------------- | ------------------------------- | ------------- | ------------ | ----- | ---- |
| Kruzifix         | Holz, farbig gefasst, 18. Jahrhundert | in der Kirche St-Laurent (Lage) | PM10004586    | Inscrit      | 1983  |      |
| Sessel           | Holz, 18. Jahrhundert                 | in der Kirche St-Laurent (Lage) | PM10001309    | Classé       | 1984  |      |
| Weihwasserbecken | Gusseisen, bezeichnet 1544            | in der Kirche St-Laurent (Lage) | PM10001308    | Classé       | 1908  |      |